# Maurice Goetghebuer
Maurice Emile Marie Goetghebuer (Gent, 1 maart 1876 - aldaar, 26 februari 1962) was een Belgisch entomoloog. Hij concentreerde zich voornamelijk op Diptera (tweevleugeligen), vooral de Chironomidae (dansmuggen) en de Ceratopogonidae (knutten).

## Levensloop
Hij was de zoon van de Gentse vrederechter Auguste Goetghebuer en volgde onderwijs aan het Sint-Barbaracollege in zijn geboortestad. Daarna studeerde hij verder aan de Rijksuniversiteit en behaalde er in 1901 het artsendiploma. Onmiddellijk daarna startte hij een huisartsenpraktijk.
Goetghebuer die steeds een grote interesse had voor de natuurwetenschappen, begon vanaf 1908 opzoekingswerk te verrichten in het laboratorium van de bioloog Victor Willem, die hij had leren kennen tijdens zijn universiteitsstudies. Willem leidde hem op en stimuleerde hem om zich te richten tot de studie van de muggen. Goetghebuer begon een eigen insectenverzameling in zijn woonst en trok in zijn vrije uren door het land. Hij werd al vlug een gewaardeerd expert van de Chironomidae (dansmuggen) en de Ceratopogonidae (knutten).
Tijdens zijn carrière beschreef hij ruim 600 nieuwe soorten in de twee families waarvan ongeveer 250 uit België, 200 uit Belgisch-Congo en de rest uit andere landen. Zijn verzameling telde ruim 19.000 insecten waarvan hij in 1951 het grootste deel schonk aan het Museum voor Natuurwetenschappen te Brussel. De rest ging naar het Museum voor Dierkunde te Gent.
Sinds 1909 was Goetghebuer lid van de Koninklijke Belgische Vereniging voor Entomologie. Van 1928 tot 1930 was hij voorzitter van de vereniging.
Goetghebuer stierf op bijna 86-jarige leeftijd in zijn geboortestad Gent. De langpootmug Tipula (Emodotipula) goetghebuerana werd naar hem vernoemd.

## Werken
Naast ruim 150 artikels, die hij tussen 1908 en 1955 publiceerde in binnen- en buitenlandse tijdschriften, schreef Goetghebuer de volgende werken:
- Etudes sur les Chironomides de Belgique, Koninklijke Academie van België, 1912
- Recherches sur les larves et les nymphes des Chironomines de Belgique, Koninklijke Academie van België, 1914
- Les Ceratopogonidae de Belgique, 1920 (hiervoor kreeg hij in 1921 de Selys-Longchampsprijs van de Koninklijke Academie)
- Chironomides de Belgique et spécialement de la zone des Flandres , 1921
- Faune entomologique du littoral et particulièrement du Schorre du Zwin, 1928
- La flore et faune des Hautes Fagnes, 1929